# Dunedin Range
Die Dunedin Range ist ein 37 km langer und 3 bis 6 km breiter Gebirgszug im Norden des ostantarktischen Viktorialands. In den Admiralitätsbergen erstreckt sie sich 8 km östlich der Lyttelton Range in nordwestlicher Richtung.
Der United States Geological Survey kartierte das Gebirge anhand eigener Vermessungen und Luftaufnahmen der United States Navy aus den Jahren von 1960 bis 1963. Das Advisory Committee on Antarctic Names benannte es 1964 nach der neuseeländischen Stadt Dunedin, die in enger Verbindung mit Forschungsaktivitäten in Antarktika steht und deren Einwohner für ihre Freund- und Hilfsbereitschaft im Rahmen des United States Antarctic Program mit der Benennung geehrt werden sollten.

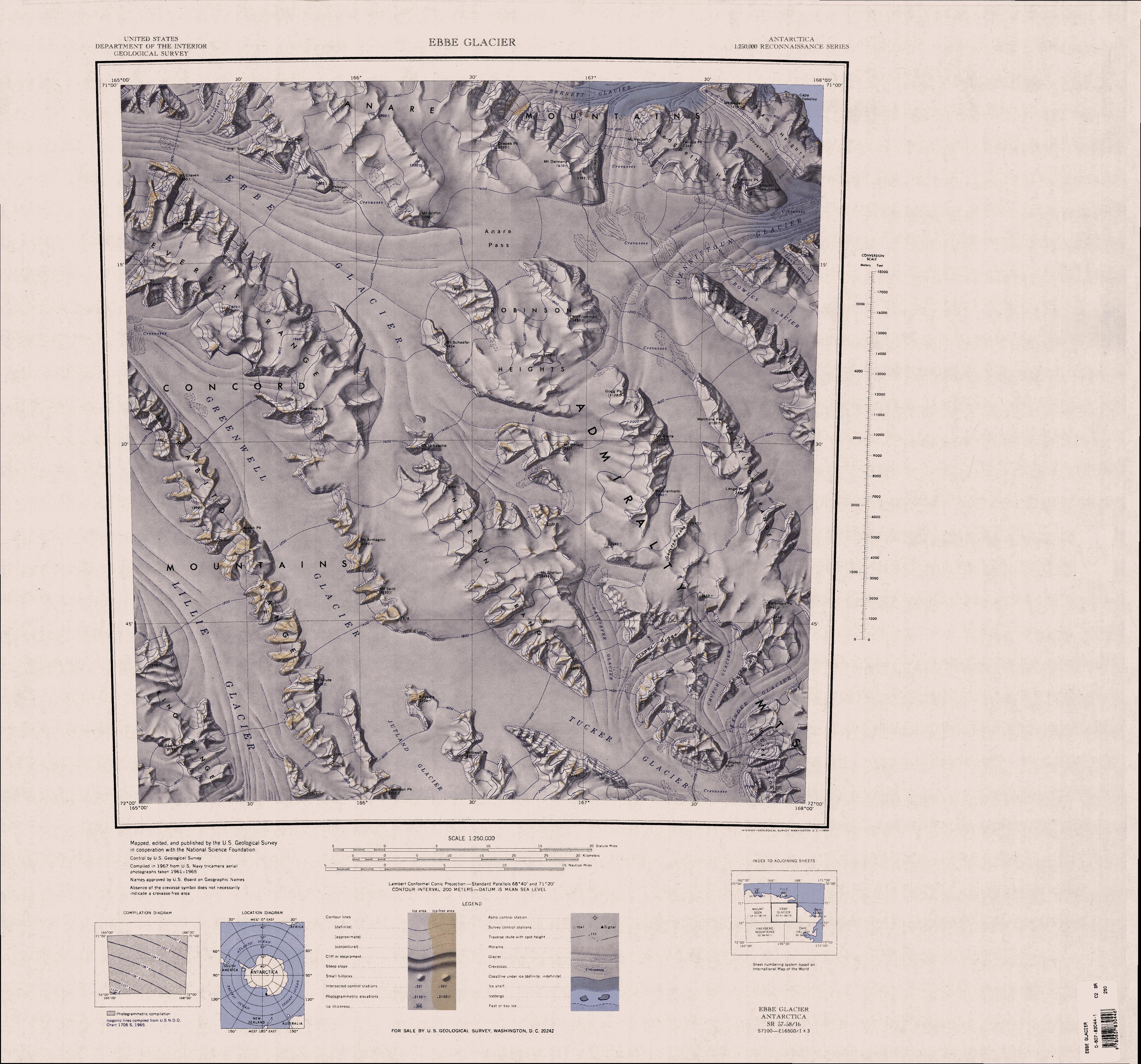
Westteil am östlichen Kartenrand nördlich der Mitte
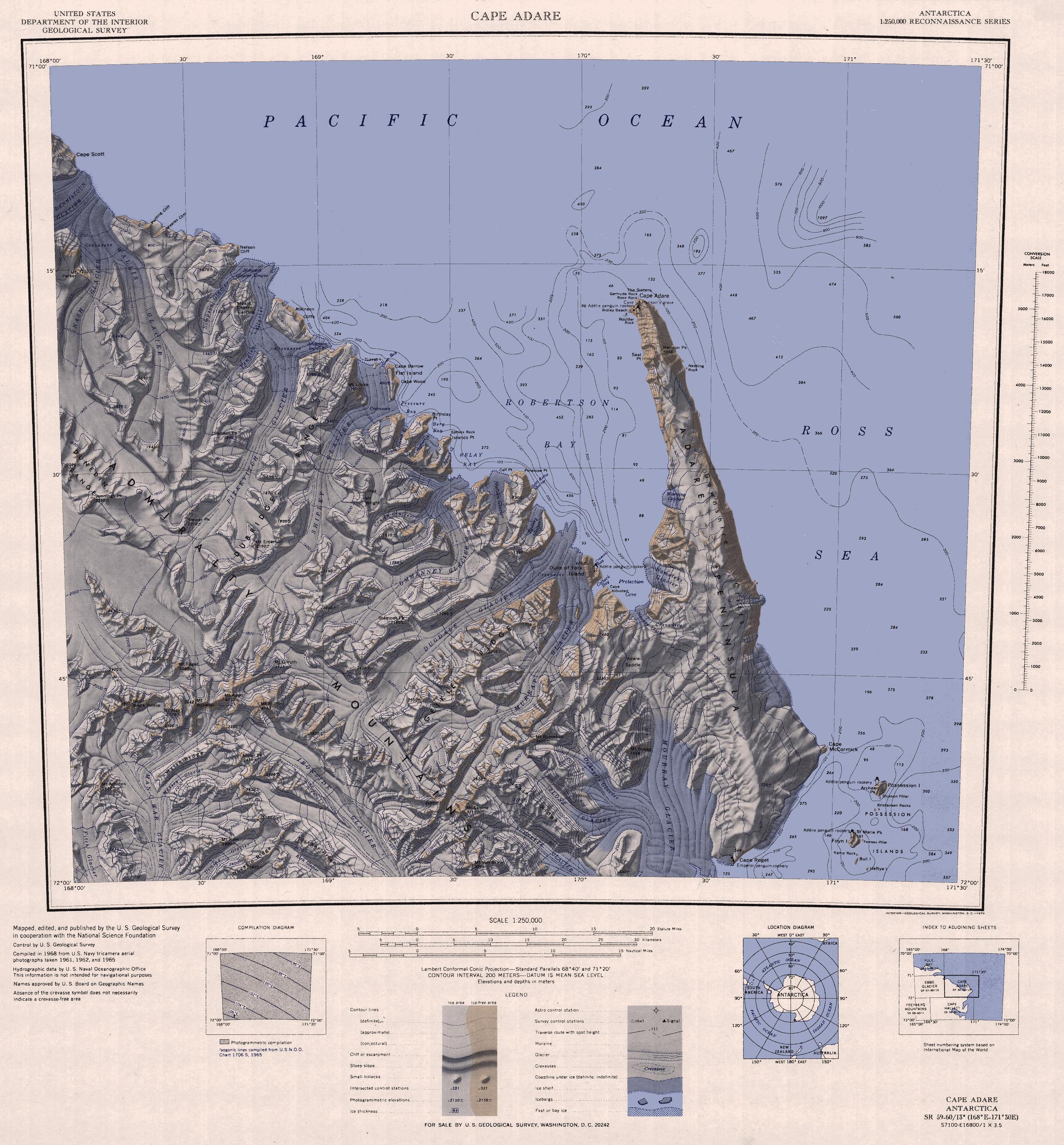
Ostteil in der Mitte des westlichen Kartenrands